# Liste der meistaufgerufenen YouTube-Videos
Dies ist eine Liste der meistaufgerufenen Videos auf dem Videoportal YouTube. Das meistaufgerufene YouTube-Video ist seit dem 4. November 2020 das Musikvideo Baby Shark Dance mit ca. 16 Milliarden Aufrufen (Stand: 16. März 2025).
Bis 2010 waren die meistaufgerufenen Videos meist virale Videos oder Internetphänomene, seitdem haben sich jedoch nur Musikvideos auf Platz eins abgelöst. Obwohl die meistaufgerufenen Videos nicht mehr auf der Website gelistet werden, gilt es immer noch als erstaunliche Leistung, das meistaufgerufene Video zu werden.
Bis Januar 2019 schafften es 149 Videos, mehr als eine Milliarde Aufrufe zu erreichen. Unter diesen befanden sich zehn Nicht-Musikvideos, davon dreimal Variationen des Kinderreims Johny Johny Yes Papa und drei Episoden der russischen Kinderanimationsserie Mascha und der Bär. Dieser Gegensatz erklärt sich durch den meist deutlich extensivierten Langzeitunterhaltungswert von Musikvideos. Im Dezember 2012 wurde Gangnam Style des südkoreanischen Sängers Psy zum ersten Video, das eine Milliarde Aufrufe erreichte, und das obwohl das Video in mehreren Ländern, unter anderem Deutschland, wegen Gebührenstreits zwischen YouTube und der GEMA nicht verfügbar war. Im Juli 2018 wurde November Rain von Guns N’ Roses das erste Lied, das vor der YouTube-Ära produziert wurde und eine Milliarde Aufrufe erreichte.
Mit Stand Oktober 2020 sind die Videos, die am schnellsten eine Milliarde Aufrufe verzeichnen konnten, Hello (87 Tage), Despacito (97 Tage) und Shape of You (97 Tage).
Das Aprilscherz-Video des Onlinedienstes Discord erreichte zwar am 1. April 2024 innerhalb von 24 Stunden mehr als eine Milliarde Aufrufe, jedoch kamen diese hauptsächlich zustande, indem sich das Video automatisch abspielte, wenn auf den Dienst zugegriffen wurde.

## Meistaufgerufene Videos
Stand: 23. Juli 2025
| Rang | Video                                                   | Künstler/Kanal                                                  | Aufrufe    | Veröffentlichung   | Link |
| ---- | ------------------------------------------------------- | --------------------------------------------------------------- | ---------- | ------------------ | ---- |
| 1.   | Baby Shark Dance                                        | Pinkfong! Kids’ Songs & Stories                                 | 16,10 Mrd. | 17. Juni 2016      | Link |
| 2.   | Despacito                                               | Luis Fonsi ft. Daddy Yankee                                     | 8,78 Mrd.  | 12. Januar 2017    | Link |
| 3.   | Wheels on the Bus                                       | CoComelon - Nursery Rhymes                                      | 7,77 Mrd.  | 24. Mai 2018       | Link |
| 4.   | Bath Song                                               | Cocomelon - Nursery Rhymes                                      | 7,18 Mrd.  | 2. Mai 2018        | Link |
| 5.   | Johny Johny Yes Papa                                    | LooLoo Kids                                                     | 7,08 Mrd.  | 8. Oktober 2016    | Link |
| 6.   | See You Again                                           | Wiz Khalifa ft. Charlie Puth                                    | 6,74 Mrd.  | 6. April 2015      | Link |
| 7.   | Phonics Song with TWO Words - A For Apple               | ChuChu TV                                                       | 6,61 Mrd.  | 6. März 2014       | Link |
| 8.   | Shape of You                                            | Ed Sheeran                                                      | 6,52 Mrd.  | 30. Januar 2017    | Link |
| 9.   | Gangnam Style                                           | Psy                                                             | 5,65 Mrd.  | 15. Juli 2012      | Link |
| 10.  | Uptown Funk                                             | Mark Ronson ft. Bruno Mars                                      | 5,62 Mrd.  | 19. November 2014  | Link |
| 11.  | Axel F                                                  | Crazy Frog                                                      | 5,34 Mrd.  | 16. Juni 2009      | Link |
| 12.  | Utschim zweta – Rasnozwetnye jaiza na ferme             | Мiroschka ТV                                                    | 5,30 Mrd.  | 26. Februar 2018   | Link |
| 13.  | Dame tu cosita                                          | El Chombo ft. Cutty Ranks                                       | 5,12 Mrd.  | 5. April 2018      | Link |
| 14.  | श्री हनुमान चालीसा Hanuman Chalisa I GULSHAN KUMAR I HARIHARAN | T-Series                                                        | 4,76 Mrd.  | 9. Mai 2011        | Link |
| 15.  | Mascha und der Bär – Das ‚Mascha-Speziale‘              | Get Movies                                                      | 4,65 Mrd.  | 31. Januar 2012    | Link |
| 16.  | Baa Baa Black Sheep                                     | CoComelon - Nursery Rhymes                                      | 4,55 Mrd.  | 25. Juni 2018      | Link |
| 17.  | Lakdi ki kathi                                          | Jingle Toons                                                    | 4,46 Mrd.  | 14. Juni 2018      | Link |
| 18.  | Waka Waka (This Time for Africa)                        | Shakira ft. Freshlyground                                       | 4,30 Mrd.  | 4. Juni 2010       | Link |
| 19.  | Sugar                                                   | Maroon 5                                                        | 4,27 Mrd.  | 14. Januar 2015    | Link |
| 20.  | Counting Stars                                          | OneRepublic                                                     | 4,21 Mrd.  | 31. Mai 2013       | Link |
| 21.  | Roar                                                    | Katy Perry                                                      | 4,18 Mrd.  | 5. September 2013  | Link |
| 22.  | Humpty the Train on a Fruits Ride                       | Kiddiestv Hindi                                                 | 4,17 Mrd.  | 26. Januar 2018    | Link |
| 23.  | Dark Horse                                              | Katy Perry ft. Juicy J                                          | 4,02 Mrd.  | 20. Februar 2014   | Link |
| 24.  | Baby Shark                                              | Pinkfong! Kids’ Songs & Stories                                 | 4,00 Mrd.  | 21. November 2017  | Link |
| 25.  | Perfect                                                 | Ed Sheeran                                                      | 3,99 Mrd.  | 9. November 2017   | Link |
| 26.  | Sorry                                                   | Justin Bieber                                                   | 3,99 Mrd.  | 22. Oktober 2015   | Link |
| 27.  | Thinking Out Loud                                       | Ed Sheeran                                                      | 3,91 Mrd.  | 7. Oktober 2014    | Link |
| 28.  | Let Her Go                                              | Passenger                                                       | 3,87 Mrd.  | 25. Juli 2012      | Link |
| 29.  | Girls Like You                                          | Maroon 5 ft. Cardi B                                            | 3,87 Mrd.  | 30. Mai 2018       | Link |
| 30.  | Faded                                                   | Alan Walker                                                     | 3,84 Mrd.  | 3. Dezember 2015   | Link |
| 31.  | Lean On                                                 | Major Lazer & DJ Snake ft. MØ                                   | 3,80 Mrd.  | 11. April 2014     | Link |
| 32.  | Bailando                                                | Enrique Iglesias ft. Descemer Bueno & Gente De Zona             | 3,71 Mrd.  | 20. Februar 2014   | Link |
| 33.  | The Gummy Bear Song                                     | Gummibär                                                        | 3,70 Mrd.  | 9. Oktober 2007    | Link |
| 34.  | Blank Space                                             | Taylor Swift                                                    | 3,67 Mrd.  | 10. November 2014  | Link |
| 35.  | Shake It Off                                            | Taylor Swift                                                    | 3,59 Mrd.  | 18. August 2014    | Link |
| 36.  | Let It Go                                               | Idina Menzel                                                    | 3,55 Mrd.  | 30. Januar 2014    | Link |
| 37.  | Mi gente                                                | J Balvin und Willy William                                      | 3,52 Mrd.  | 29. Juni 2017      | Link |
| 38.  | Baby                                                    | Justin Bieber ft. Ludacris                                      | 3,42 Mrd.  | 19. Februar 2010   | Link |
| 39.  | We Don’t Talk Anymore                                   | Charlie Puth ft. Selena Gomez                                   | 3,36 Mrd.  | 2. August 2016     | Link |
| 40.  | Closer                                                  | The Chainsmokers ft. Halsey                                     | 3,27 Mrd.  | 29. Juli 2016      | Link |
| 41.  | Hello                                                   | Adele                                                           | 3,21 Mrd.  | 22. Oktober 2015   | Link |
| 42.  | New Rules                                               | Dua Lipa                                                        | 3,17 Mrd.  | 7. Juli 2017       | Link |
| 43.  | Stressed Out                                            | Twenty One Pilots                                               | 3,10 Mrd.  | 27. April 2015     | Link |
| 44.  | Rockabye                                                | Clean Bandit ft. Sean Paul & Anne-Marie                         | 3,09 Mrd.  | 21. Oktober 2016   | Link |
| 45.  | Chantaje                                                | Shakira ft. Maluma                                              | 3,08 Mrd.  | 18. November 2016  | Link |
| 46.  | The Lazy Song                                           | Bruno Mars                                                      | 3,05 Mrd.  | 15. April 2011     | Link |
| 47.  | Con Calma                                               | Daddy Yankee & Snow                                             | 3,04 Mrd.  | 23. Januar 2019    | Link |
| 48.  | Calma                                                   | Pedro Capó, Farruko                                             | 3,03 Mrd.  | 4. Oktober 2018    | Link |
| 49.  | Love the Way You Lie                                    | Eminem ft. Rihanna                                              | 3,00 Mrd.  | 5. August 2010     | Link |
| 50.  | Work from Home                                          | Fifth Harmony ft. Ty Dolla $ign                                 | 2,99 Mrd.  | 26. Februar 2016   | Link |
| 51.  | This Is What You Came For                               | Calvin Harris ft. Rihanna                                       | 2,88 Mrd.  | 16. Juni 2016      | Link |
| 52.  | Believer                                                | Imagine Dragons                                                 | 2,86 Mrd.  | 7. März 2017       | Link |
| 53.  | Chandelier                                              | Sia                                                             | 2,85 Mrd.  | 6. Mai 2014        | Link |
| 54.  | Criminal                                                | Natti Natasha ft. Ozuna                                         | 2,74 Mrd.  | 18. August 2017    | Link |
| 55.  | Sunflower                                               | Post Malone, Swae Lee                                           | 2,72 Mrd.  | 18. Oktober 2018   | Link |
| 56.  | Taki Taki                                               | DJ Snake ft. Selena Gomez, Ozuna, Cardi B                       | 2,71 Mrd.  | 9. Oktober 2018    | Link |
| 57.  | Rolling in the Deep                                     | Adele                                                           | 2,70 Mrd.  | 30. November 2010  | Link |
| 58.  | All About That Bass                                     | Meghan Trainor                                                  | 2,68 Mrd.  | 11. Juni 2014      | Link |
| 59.  | A Thousand Years                                        | Christina Perri                                                 | 2,68 Mrd.  | 26. Oktober 2011   | Link |
| 60.  | Alone                                                   | Marshmello                                                      | 2,63 Mrd.  | 2. Juli 2016       | Link |
| 61.  | Starboy                                                 | The Weeknd ft. Daft Punk                                        | 2,62 Mrd.  | 28. September 2016 | Link |
| 62.  | On the Floor                                            | Jennifer Lopez ft. Pitbull                                      | 2,61 Mrd.  | 3. März 2011       | Link |
| 63.  | Rude                                                    | Magic                                                           | 2,58 Mrd.  | 5. Dezember 2013   | Link |
| 64.  | Mayores                                                 | Becky G ft. Bad Bunny                                           | 2,57 Mrd.  | 13. Juli 2017      | Link |
| 65.  | Treat You Better                                        | Shawn Mendes                                                    | 2,56 Mrd.  | 12. Juli 2016      | Link |
| 66.  | All of Me                                               | John Legend                                                     | 2,56 Mrd.  | 2. Oktober 2013    | Link |
| 67.  | Te Bote Remix                                           | Casper Mágico, Nio García, Darell, Nicky Jam, Bad Bunny & Ozuna | 2,53 Mrd.  | 11. April 2018     | Link |
| 68.  | Numb                                                    | Linkin Park                                                     | 2,53 Mrd.  | 5. März 2007       | Link |
| 69.  | Somebody That I Used to Know                            | Gotye ft. Kimbra                                                | 2,51 Mrd.  | 5. Juli 2011       | Link |
| 70.  | Party Rock Anthem                                       | LMFAO ft. Lauren Bennett und GoonRock                           | 2,49 Mrd.  | 8. März 2011       | Link |
| 71.  | Wheels on the Bus                                       | LittleBabyBum                                                   | 2,47 Mrd.  | 9. August 2014     | Link |
| 72.  | Wake Me Up                                              | Avicii ft. Aloe Blacc                                           | 2,46 Mrd.  | 29. Juli 2013      | Link |
| 73.  | No Me Conoce (Remix)                                    | Jhay Cortez, J. Balvin, Bad Bunny                               | 2,46 Mrd.  | 17. Mai 2019       | Link |
| 74.  | Diamonds                                                | Rihanna                                                         | 2,45 Mrd.  | 8. November 2012   | Link |
| 75.  | Échame la culpa                                         | Luis Fonsi, Demi Lovato                                         | 2,45 Mrd.  | 16. November 2017  | Link |
| 76.  | In da Club                                              | 50 Cent                                                         | 2,43 Mrd.  | 16. Juni 2009      | Link |
| 77.  | That’s What I Like                                      | Bruno Mars                                                      | 2,43 Mrd.  | 2. März 2017       | Link |
| 78.  | Something Just Like This                                | The Chainsmokers, Coldplay                                      | 2,42 Mrd.  | 22. Februar 2017   | Link |
| 79.  | Love Me like You Do                                     | Ellie Goulding                                                  | 2,38 Mrd.  | 22. Januar 2015    | Link |
| 80.  | Worth It                                                | Fifth Harmony ft. Kid Ink                                       | 2,37 Mrd.  | 28. März 2015      | Link |
| 81.  | Someone like You                                        | Adele                                                           | 2,35 Mrd.  | 29. September 2011 | Link |
| 82.  | Side to Side                                            | Ariana Grande ft. Nicki Minaj                                   | 2,34 Mrd.  | 29. August 2016    | Link |
| 83.  | 뚜두뚜두 (DDU-DU DDU-DU)                                | Blackpink                                                       | 2,32 Mrd.  | 15. Juni 2018      | Link |
| 84.  | November Rain                                           | Guns N’ Roses                                                   | 2,31 Mrd.  | 25. Dezember 2009  | Link |
| 85.  | X (EQUIS)                                               | Nicky Jam und J Balvin                                          | 2,30 Mrd.  | 1. März 2018       | Link |
| 86.  | Dusk Till Dawn                                          | Zayn ft. Sia                                                    | 2,30 Mrd.  | 7. September 2017  | Link |
| 87.  | Propuesta Indecente                                     | Romeo Santos                                                    | 2,30 Mrd.  | 9. September 2013  | Link |
| 88.  | Thunder                                                 | Imagine Dragons                                                 | 2,29 Mrd.  | 2. Mai 2017        | Link |
| 89.  | What Do You Mean?                                       | Justin Bieber                                                   | 2,29 Mrd.  | 30. August 2015    | Link |
| 90.  | Sin Pijama                                              | Becky G, Natti Natasha                                          | 2,28 Mrd.  | 20. April 2018     | Link |
| 91.  | Heathens                                                | Twenty One Pilots                                               | 2,27 Mrd.  | 21. Juni 2016      | Link |
| 92.  | Nunca Es Suficiente                                     | Los Ángeles Azules und Natalia Lafourcade                       | 2,27 Mrd.  | 19. April 2018     | Link |
| 93.  | China                                                   | Anuel AA, Daddy Yankee, Karol G, Ozuna & J Balvin               | 2,26 Mrd.  | 19. Juli 2019      | Link |
| 94.  | Dance Monkey                                            | Tones and I                                                     | 2,25 Mrd.  | 24. Juni 2019      | Link |
| 95.  | Lovely                                                  | Billie Eilish und Khalid                                        | 2,24 Mrd.  | 26. April 2018     | Link |
| 96.  | Con Altura                                              | Rosalía & J Balvin ft. El Guincho                               | 2,24 Mrd.  | 28. März 2019      | Link |
| 97.  | Without Me                                              | Eminem                                                          | 2,24 Mrd.  | 16. Juni 2009      | Link |
| 98.  | Don’t Let Me Down                                       | The Chainsmokers ft. Daya                                       | 2,23 Mrd.  | 29. April 2016     | Link |
| 99.  | The Hills                                               | The Weeknd                                                      | 2,23 Mrd.  | 27. Mai 2015       | Link |
| 100. | Life Is Good                                            | Future ft. Drake                                                | 2,23 Mrd.  | 10. Januar 2020    | Link |

Hinweise:

Manche Videos sind aufgrund von Geoblocking möglicherweise nicht von überall aufrufbar.

„ft.“ steht für featuring.

## Meilensteine
- 00.000.500.000 Aufrufe: Ronaldinho: Touch of Gold am 3. November 2005[4]
- 00.001.000.000 Aufrufe: Ronaldinho: Touch of Gold am 11. November 2005[5][6]
- 00.002.000.000 Aufrufe: Ronaldinho: Touch of Gold am 12. Dezember 2005[4]
- 00.005.000.000 Aufrufe: Phony Photo Booth am 8. Februar 2006[4]
- 00.010.000.000 Aufrufe: Pokemon Theme Music Video am 6. Mai 2006[4]
- 00.020.000.000 Aufrufe: Evolution of Dance am 5. Juni 2006[7]
- 00.050.000.000 Aufrufe: Evolution of Dance am 7. Juni 2006[7]
- 00.100.000.000 Aufrufe: Music is My Hot Hot Sex am 11. März 2008[7]
- 00.200.000.000 Aufrufe: Bad Romance am 9. Mai 2010[8][9]
- 00.500.000.000 Aufrufe: Baby am 28. März 2011[10][11]
- 01.000.000.000 Aufrufe: Gangnam Style am 21. Dezember 2012[12]
- 02.000.000.000 Aufrufe: Gangnam Style am 30. Mai 2014[13]
- 05.000.000.000 Aufrufe: Despacito am 5. April 2018
- 10.000.000.000 Aufrufe: Baby Shark Dance am 13. Januar 2022

## Frühere meistgesehene Videos
Die nachfolgende Übersicht weist die ehemals – zum jeweils angegebenen Stichtag („neuen Rekord aufgestellt“) – meistgesehenen Videos aus. Die Spalte „Aufrufe“ gibt die ungefähre Anzahl an Aufrufen an, die das Video hatte, als es das meistaufgerufene auf YouTube wurde.
| Video                          | Account/Künstler | Aufrufe*      | Veröffentlichung | neuen Rekord aufgestellt | Rekord gehalten (in Tagen) | Nachweis | Anmer- kungen |
| ------------------------------ | ---------------- | ------------- | ---------------- | ------------------------ | -------------------------- | -------- | ------------- |
| Baby Shark Dance               | Pinkfong         | 7.037.500.000 | 17. Jun 2016     | 2. Nov 2020              | 1.724                      | [ 15 ]   |               |
| Despacito                      | LuisFonsiVEVO    | 2.993.700.000 | 12. Jan 2017     | 4. Aug 2017              | 1.214                      | [ 17 ]   |               |
| See You Again                  | Wiz Khalifa      | 2.894.000.000 | 6. Apr 2015      | 10. Jul 2017             | 25                         | [ 19 ]   |               |
| Gangnam Style                  | officialpsy      | 803.700.000   | 15. Jul 2012     | 24. Nov 2012             | 1.689                      | [ 21 ]   |               |
| Baby                           | JustinBieberVEVO | 245.400.000   | 19. Feb 2010     | 16. Jul 2010             | 862                        | [ 23 ]   |               |
| Bad Romance                    | LadyGagaVEVO     | 178.400.000   | 23. Nov 2009     | 14. Apr 2010             | 93                         | [ 25 ]   |               |
| Charlie Bit My Finger – Again! | HDCYT            | 128.900.000   | 22. Mai 2007     | 25. Okt 2009             | 171                        | [ 27 ]   | a             |
| Evolution of Dance             | Judson Laipply   | 118.900.000   | 6. Apr 2006      | 2. Mai 2009              | 176                        | [ 29 ]   |               |
| Girlfriend                     | RCA Records      | 92.600.000    | 27. Feb 2007     | 17. Jul 2008             | 289                        | [ 31 ]   |               |
| Evolution of Dance             | Judson Laipply   | 78.400.000    | 6. Apr 2006      | 15. Mär 2008             | 124                        | [ 32 ]   |               |
| Music Is My Hot Hot Sex        | CLARUSBARTEL72   | 76.600.000    | 9. Apr 2007      | 29. Feb 2008             | 15                         | [ 34 ]   | b             |
| Evolution of Dance             | Judson Laipply   | 10.600.000    | 6. Apr 2006      | 19. Mai 2006             | 651                        | [ 35 ]   | c             |
| Pokemon Theme Music Video      | Smosh            | 4.300.000     | 28. Nov 2005     | 12. Mär 2006             | 68                         | [ 37 ]   | d             |
| Myspace - The Movie            | eggtea           | 2.700.000     | 31. Jan 2006     | 18. Feb 2006             | 22                         | [ 39 ]   |               |
| Phony Photo Booth              | mugenized        | 3.400.000     | 1. Dez 2005      | 21. Jan 2006             | 28                         | [ 41 ]   | e             |
| The Chronic of Narnia Rap      | youtubedude      | 2.300.000     | 18. Dez 2005     | 9. Jan 2006              | 12                         | [ 43 ]   |               |
| Ronaldinho: Touch of Gold      | Nikesoccer       | 255.000       | 21. Okt 2005     | 31. Okt 2005             | 70                         | [ 45 ]   |               |
| I/O Brush                      | larfus           | 247.000       | 5. Okt 2005      | 29. Okt 2005             | 2                          | [ 47 ]   |               |
| Stand: 23. Juli 2025           |                  |               |                  |                          |                            |          |               |

Zeitleiste der meistgesehenen Videos